# Straßenbahn Ust-Ilimsk
Die Straßenbahn Ust-Ilimsk war ein breitspuriger Straßenbahnbetrieb in der ostsibirischen Stadt Ust-Ilimsk.

## Geschichte
Der Bau der Bahn begann im Jahre 1982 und wurde durch das Forstkombinat der Stadt durchgeführt. Die Eröffnung fand am 15. September 1988 statt. Die Strecke, auf der nur eine Linie verkehrte, verband das Stadtzentrum mit dem Forstkombinat. Im folgenden Jahr wurde die Bahn zu einer weiter entfernten Zellstofffabrik auf 18 Kilometer verlängert. Die Strecke war als Schnellstraßenbahn durchgängig auf eigenem Bahnkörper trassiert und hatte zwischen der Stadt und dem Kombinat die Charakteristik einer Überlandstraßenbahn.
Der Fuhrpark bestand anfangs aus 66 KTM-5, von denen zur Betriebseinstellung noch 21 betriebsfähig waren. Da die Strecke durch das Forstkombinat betrieben wurde, war der Fahrplan auf die Schichten der Zellstofffabrik ausgelegt. Dies führte dazu, dass außerhalb der Schichtwechsel nur stündlich ein Zug verkehrte. Die Fahrt war für die Mitarbeiter des Werkes kostenlos, für alle anderen Fahrgäste betrug der Fahrpreis einen Rubel. Zeitweise existierten Ausbaupläne zu einem weiteren Betrieb im Norden, sowie zum Bahnhof im Süden, für deren Umsetzung allerdings die finanziellen Mittel fehlten.
Auf Grund der hohen Kosten wurde der Betrieb zum Jahresende 2022 entgegen starker Proteste der lokalen Bevölkerung eingestellt. Der letzte reguläre Betriebstag war der 21. Dezember 2022, die letzte Fahrt fand am 30. Dezember 2022 statt.